# Església de Santa María de Palacio
L'església de Santa María de Palacio, també coneguda com a església Imperial de Santa María de Palacio és un monument religiós situat a la ciutat de Logronyo, en La Rioja, Espanya. Deu el seu nom a la donació que va realitzar Alfons VII del seu palau en 1130 perquè s'erigís la primera fundació de l'orde del Sant Sepulcre en el Regne de Castella. Gràcies a la dita sobirana l'església ostenta també el títol d'imperial.

## Origen

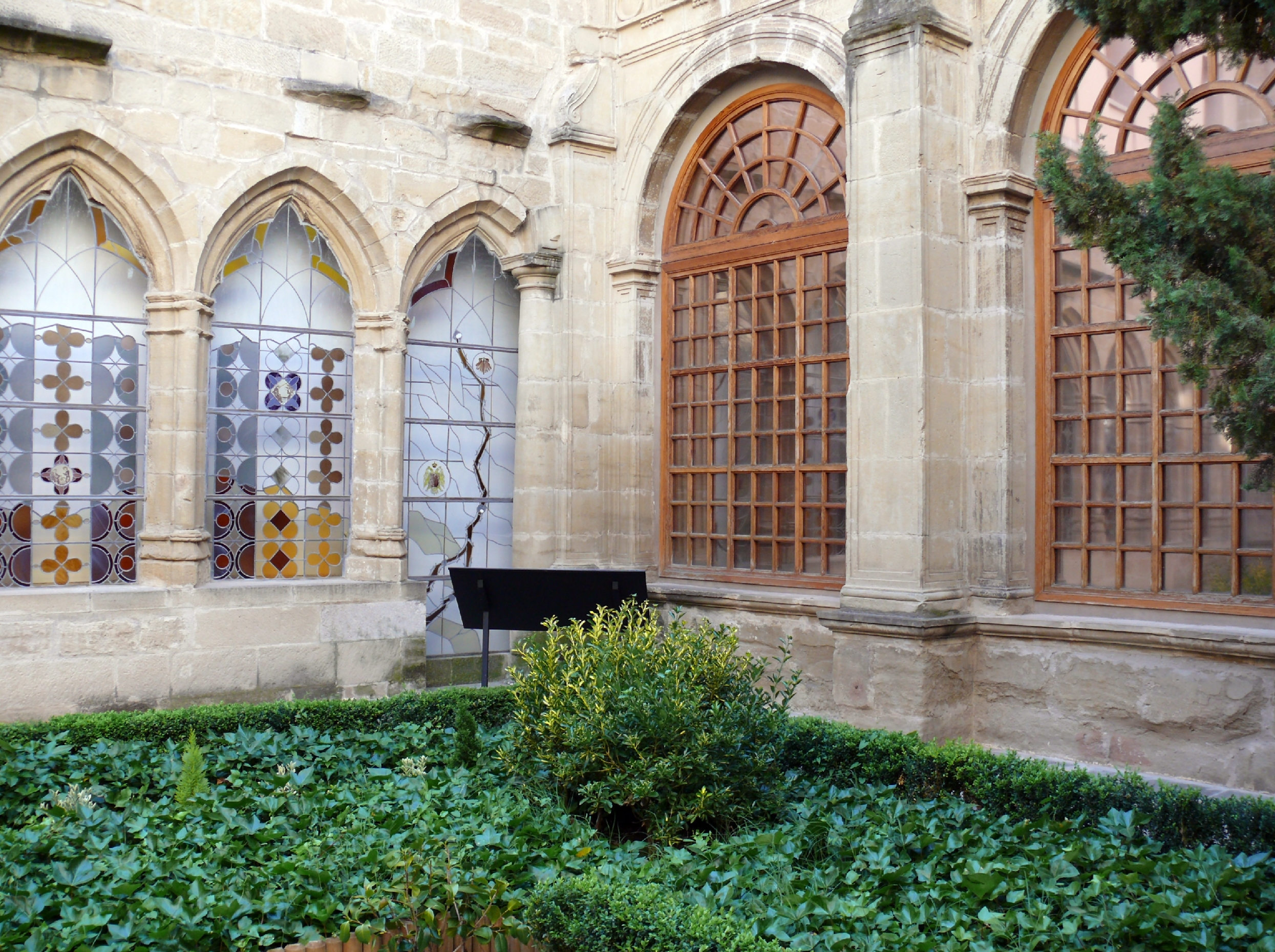
Claustre.

L'església Imperial de Santa María de Palacio va ser construïda entre el segle xii i el segle xiii sent reconstruït el creuer i la capçalera en el segle xv. De l'estructura original es conserva el cimbori piramidal de vuit costats d'estil gòtic en forma de corona imperial, que forma part de la silueta de la ciutat. L'església ha sofert innombrables reformes al llarg de la història, per la qual cosa és difícil determinar el seu estil.
La part més antiga del temple són els tres últims trams de l'església, construïts en estil gòtic al segle xiii. Entre els segles xv i xvi van ser reconstruïts el creuer i la capçalera amb pilastres fasciculades i arcs apuntats que sostenen voltes de creueria i de tercelets. Finalment, en el segle xviii es va realitzar una reforma a fi de reforçar els elements estructurats de l'interior perquè l'edifici pogués suportar l'embranzida de l'agulla piramidal de l'exterior, realitzada en estil barroc.

## Arquitectura del temple
L'Església de Palacio consta de tres naus acabades en capelles absidials, l'allargament de les quals va ser una reforma posterior. Sobre el creuer s'eleva una cúpula octogonal, que es perllonga en l'exterior a la torre piramidal d'estil gòtic. A l'interior destaca el retaule major, obra d'Arnao de Brussel·les, a més de diverses talles de gran rellevància, com la romànica de La Nostra Senyora de l'Antiga, la gòtica de la Verge de l'Ebre o una Immaculada d'origen flamenc. També val la pena destacar el cor, una obra de finals del segle xvii, amb carreus de dinou seients amb columnes corínties, i les figures situades en la nau central de Sant Bernabé, patró de Logronyo i de Sant Mateu, en l'honor del qual se celebren les festes de la Verema de Sant Mateu.

### La façana
L'entrada actual es troba en el costat sud, als peus de la nau dreta. Va ser construïda en 1627 per Juan de la Riba. És un buit amb llinda entre columnes d'estil barroc, amb una imatge de l'Assumpció flanquejada per dos escuts imperials.
En Rua Vella, en el costat oposat del temple existeix una altra entrada consagrada a Sant Joan.

### La cuculla
La cuculla és l'element més representatiu de l'església. Va ser construïda en el segle xiii. La forma una llanterna octogonal sobre trompes que serveixen com a suport a una estilitzada fletxa de vuit cares en forma de piràmide i dividida a diverses zones per una sèrie de frisos i impostes. La part inferior presenta en les seves vuit cares cossos sortints en forma de golfes i en els quals s'obren finestres de forma apuntada. A destacar les arestes exteriors amb una decoració formada per crestes de croxets i pinacles.
En 1671, la cuculla ja amenaçava de caure i es va arribar a pensar en la possibilitat de derruir-la. La situació era tal que es va prohibir el pas de carruatges per la rua Major, però després d'estudis de diversos arquitectes, es reforma tota l'església, encara que l'agulla perd els finestrals inferiors pel que es priva al temple de gran part de la llum i de la vista de la cúpula des de l'interior. Aquestes obres finalitzen en 1750.

### La torre
La torre és obra de Juan de Acha, construïda cap a l'any 1550, és més baixa que l'agulla gòtica pesa al fet que se li va afegir un campanar més endavant. Aquest consta de vuit obertures de mig punt, volta esquifada amb rematades en les cantonades acabat en un templet circular amb petites columnes i cúpula.

### Claustre
El claustre primitiu, era rectangular i auster, conforme a l'estil de l'Orde del Cister, però solament es conserva de l'original el costat oest, la resta és del segle xvii. S'arriba a ell, o bé per l'església a través de la nau esquerra o per la Capella de la Verge de l'Antiga. Aquesta capella contenia el Sant Sepulcre i aquesta orientada a l'est. La talla de la Verge de l'Antiga és romànica amb influències romanes d'Orient i es troba en un retaule barroc dels segles xvii-xviii.

## Retaule
El retaule, confeccionat per artistes italians, va anar originalment construït per la Concatedral de Santa Maria de la Redonda, però el Capítol Col·legial no ho va acceptar per contenir blasons del donant, Arnao de Brussel·les, i va anar llavors cedit a l'església de Palacio.
És un retaule tríptic manierista però sobri per al seu estil. Els carrers centrals se separen mitjançant columnes corínties superposades. La disposició del retaule és:

### Basament
El retaule es recolza en pedra, adornada amb dos medallons que representen profetes, un amb una lira i un altre assegut.

### Sotobanc
Representa d'esquerra a dreta en un estret sòcol les històries de Jesús en el Sanedrín, els assots, Ecce Homo, plor sobre el Crist mort, el descens del Limb, Jesús i els deixebles en l'Emaús i figures femenines.

### Banc
D'esquerra a dreta representa a Atlant, lavatori, Sant Marc, Sant Pere, Sant Joan, L'Últim Sopar, Sant Mateu, Sant Pau, Sant Lluc, Oració en l'Hort de les Oliveres i Cariàtide.

### Primer pis
Sant Andreu, presentació, Sant Roc, Arbre de Jessé, Sant Sebastià, Resurrecció, figura masculina. La que més destaca és l'Arbre de Jessé o la genealogia de María, que d'un Jessé recolzat surten branques que acaben en Maria i el seu fill després de diverses generacions.
La figura masculina del costat dret pot representar a un apòstol d'esquena llegint.

### Segon pis
Naixement, Sant Llorenç, Sant Joan Baptista, Epifania.

### Tercer pis
Anunciació, Sant Bartomeu, Asumció, Apòstol, Visitació.

### Àtic
Sant Jeroni, Calvari, Santiago. Sant Jeroni porta vestimentes de cardenal i té un lleó rampant als seus peus. A Santiago se li mostra com un pelegrí. El Calvari remata l'obra i conté el crucifix, la Verge, Maria Magdalena i Maria Salomé.

## L'orgue

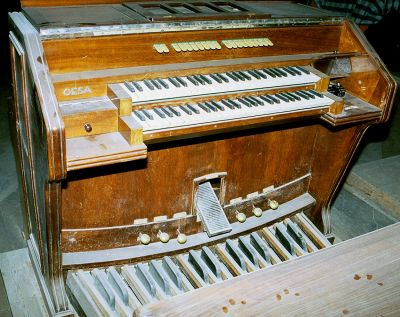
Consola O.E.S.A de l'orgue de Santo Domingo de la Calzada (La Rioja), similar a la de l'orgue de Santa María de Palacio de Logronyo.

L'orgue que posseeix aquesta imperial església té una fosca història. No se sap molt bé la seva data. El que sí que és clar és que és un orgue que fa uns anys va ser electrificat per l'empresa Organería Española S.A. Es tracta d'un orgue O.E.S.A dins d'una caixa d'un orgue anterior, del que pràcticament no es tenen dades. Aquesta intervenció va suposar un greu error. Tots els mecanismes van ser eliminats i substituïts per cables elèctrics. Aquesta reforma va portar amb si un canvi de consola que desmereix moltíssim a la qual era l'original, en ser O.E.S.A l'empresa que el va recondicionar, la consola que va posar va ser una estàndard, és a dir, que molts dels registres que posseïa l'orgue original, van desaparèixer,i amb ells, és possible que també la seva harmonització primitiva.
Quant a la façana de l'orgue, també va ser modificada i elevada de la seva posició original. Després de diversos anys de mut silenci, aquest petit gran instrument ha sofert molt: pols, abandó, etc. En ser elèctrica la transmissió, i com que feia tant de temps que no es tocava, totes les petites connexions s'han espatllat i funciona bastant malament, no solament per això, sinó també per la notable desafinació que té. És també digne d'esmentar, el mal estat en el qual es troba el motor d'aquest instrument, el soroll que genera (més que aire), i el perill d'incendi que implica.
Té dos manuals:

### Manual I
- (Gran orgue): violó 16´, flautat 8´, violó 8´ i vuitena 4´.

### Manual II
(Recitatiu-expressiu): flauta dolça 8´, gamba 8´, celest 8´, flauta cònica 4´, ple 4 fileres, trompeteria real 8´ i trèmol (que no funciona).
- Té pedaler a l'alemanya, amb dues escales completes i la tercera (do3) partida a mig fer (30 notes). Aquest pedaler té registre propi: subbaix de 16´ (peus) que pràcticament no sona.
- Té sabata d'expressió que actua amb el 2n manual.
- Té enganxament de primer manual amb pedaler.
- Té enganxament de segon manual amb pedaler.
- Té enganxament de segon amb primer manual en 8´.
- Té anul·lació de trompeteria.
- Té 16 exclusió.
- Té tutti.
- Té mecanisme transpositor que en accionar-ho baixa una tercera major però que, pel mal estat en el qual es troba, anul·la les primeres notes del teclat (els baixos). Aquests sonen solament quan el transpositor es troba en la tonalitat natural.